# باشگاه فوتبال مول فهروار
باشگاه فوتبال مول فهروار (مجاری: MOL Fehérvár FC) سابق ویدی یک باشگاه فوتبال در سکش‌فهروار در مجارستان است که در لیگ دسته اول فوتبال مجارستان بازی می‌کند. حامی مالی این باشگاه، شرکت چندملیتی نفت و گاز مول است و باشگاه در ۲۰۱۸ از ویدئوتون به مول ویدی و سپس در ۲۰۱۹ بار دیگر نامش به مول فهروار تغییر کرد.